# Memphis Rockabilly Band
Pour les articles homonymes, voir MRB.
 (septembre 2019).
Si vous disposez d'ouvrages ou d'articles de référence ou si vous connaissez des sites web de qualité traitant du thème abordé ici, merci de compléter l'article en donnant les références utiles à sa vérifiabilité et en les liant à la section « Notes et références ».
Le Memphis Rockabilly band est une formation de rock constituée en 1978 dont les styles musicaux vont du rock 'n' roll, blues, country et rockabilly. Le groupe a enregistré de nombreux disques pour différents labels étrangers et en France pour Big Beat Records de Jacky Chalard. Le groupe s'est reconstitué en 2000 après le divorce Jeff Spencer et se produira jusqu'au décès de son chanteur en février 2009.

## Les Débuts
Jeff Spencer le chanteur du Memphis Rockabilly Band s'est intéressé à la musique en écoutant du rockabilly et du rock 'n' roll dans les années cinquante qui passaient à la radio.Il reconnaît avoir été influencé à ses débuts par le blues, le rhythm and blues, le doo-wop. Jeff Spencer a fait partie  dès 1975  d'un groupe, Rocket 88, constitué par deux cuivres qui jouait essentiellement du blues et du vieux rhythm and blues.

## Création du MRB
Le 'Memphis Rockabilly Band (MRB)' a été constitué en 1978 par Jeff Spencer (né en 1946 à Hanover dans le New Hampshire, décédé le 11 février 2009) et le guitariste Bill Cover dès 1981 à Boston, Massachusetts. Le choix du nom s'est fait par un souci de clarté "pour bien faire comprendre que le groupe ne jouait pas de la musique country, mais que son répertoire était essentiellement axés sur le rockabilly, le rhythm and blues, le rock and roll" ajoute Jeff Spencer 
Remarqués par Jacky Chalard de Big Beat Records,  ils feront en 1981 et 1982 une série de concerts avec Jack Scott, Gene Summers, Sonny Fisher.  Le MRB a commencé pratiquement au même moment que les Stray Cats, Robert Gordon,mais il ignorait alors complètement leur existence.  Le groupe est aussitôt reconnu comme l'un des meilleurs groupes de Boston et de New England. Depuis lors, le groupe a tourné régulièrement du Maine à la Caroline du Sud, présentant son plus pur style rockabilly "brand of sun". Le répertoire du groupe s'est élargi en incluant des musiques de Link Wray, Chuck Berry, The Ventures et autres.
Le 25 cm de Big Beat Records sorti en 1979 comprend cinq titres: Draggin', Baby let's play house, Rumble, Lindy Rock et Don't mess with my ducktails.
En 1981 et 1982 le Memphis Rockabilly Band entreprend une tournée triomphale en Europe et se rend en France où il enregistre un disque pour le label "Big Beat Records".
Entre 1979 et 1989 le groupe privilégie les concerts en Europe et aux États-Unis en accompagnant des artistes aussi connus que Carl Perkins, Roy Orbison, Jerry Lee Lewis, Roomful of Blues, Duke Robillard, The Fabulous Thunderbirds, Link Wray, Jack Scott, Gene Summers, Sonny Fisher The Persuasions, Etta James et d'autres artistes ...
Carl Perkins a tiré un « coup de chapeau » au groupe en affirmant qu'il était l'une des meilleures formations de rockabilly qu'il ait connue.
En 1983 sort l'album « Bertha Lou » (Big Beat Records) qui confirme le talent de ce groupe. Jeff Spencer adopte alors un vocal cent pour cent rockabilly, alors que Bill Cover affine son style à la guitare. Parmi les morceaux de ce classique, on peut citer Nervous Breakdown, Milkshake Mademoiselle ainsi qu'une version de Nearly lose my mind d'Ernest Tubb.En 1986 le groupe enregistre aussi un titre pour le label Blind Pig Records (une collection de démos. Le groupe est resté ensemble jusqu'en 1989, mais Bill Cover a continué à utiliser le nom de temps en temps lors de concert.

## Le groupe se reforme en 2005
Le groupe s'est rendu compte  que le Memphis Rockabilly Band suscitait encore un vif intérêt. C'est pour répondre à cet engouement du public que les anciens musiciens du groupe se sont rencontrés pour reconstituer la formation.Les membres du Memphis Rockabilly Band sont restés unis jusqu'en février 2009 année de la disparition de son chanteur, Jeff Spencer. En février 2011 c'est le guitariste Bill Cover qu est décédé d'une crise cardiaque. Mais la formation a repris ses tournées autour de nouveaux membres qui sont venus remplacer ceux décédés.

### Composition
- Chant et guitare : Jeff Spencer (décédé dans la nuit de mercredi 11 février 2009 d'une crise cardiaque à l'âge de 63 ans)
- Guitare : Bill Coover
- Batterie : Terry Bingham
- Basse : Sarah Brown

## Deuxième formation en 2005
En 2005 Jeff Spencer et Bill Cover reforment un nouveau groupe constitué par le bassiste Paul Justice et le trompettiste Milt Sutton. Le MRB entame ainsi une nouvelle carrière en se rendant en Europe après une absence de 23 années où il reçoit un accueil fort chaleureux. Le répertoire du groupe enregistre aujourd'hui des styles de musiques qui vont du rockabilly, surf, blues, rock 'n' roll, hillbilly et rhythm and blues. Le MRB a sorti en 2007 un nouvel album comprenant 12 titres pour le label français Big Beat Records de Jacky Chalard.

### Composition
- Chant et guitare: Jeff Spencer
- Guitare: Bill Coover (décédé en 2011)
- Batterie: Paul Justice
- Trompette: Milt Sutton  (décédé 28 février 2011)

### Composition actuelle (en 2012)
- Bill Cover: guitare, saxo, chant
- Roy Slude : guitare, chant
- P.J. Justice : basse, chant
- Judd William: trompette

## Discographie
LP
- Deux disques 33 tours pour Big Beat Records
- Deux disques 33 tours pour Blind Pig

C.D.
- Back To Memphis (Big Beat Records), 1999
- "Roll, Rock & Rythm" (Big Beat Records) 2007

Le MRB a enregistré depuis les années soixante plusieurs autres LP et CD sur des labels étrangers.